# Юрій Білозор
Юрій Білозор (Єжи Бяллозор, пол. Jerzy Białłozor) (1622 — 17 травня 1665) — державний і церковний діяч Великого князівства Литовського. Римо-католицький єпископ смоленський (18 березня 1658–1661) та віленський (з 1661).

## Життєпис
Представник шляхетської родини Білозорів гербу Венява, син Кшиштофа, маршалка упитського і старости абельського, та Ядвіги з Гедройців.
Закінчив Віленську академію та став священиком. Будучи пробощем в каплиці св. Казимира в катедрі віленській після шведського потопу позичив частину церковного скарбу на потреби Речі Посполитої, чим здобув велику прихильність в короля Яна II Казимира.
Вимушено підписав він імені віленського капітула, як і інші 1163 особи, Кейданський договір 20 жовтня 1655 року про унію Великого князівства Литовського і Швеції. На сеймі 1661 року визначений від Сенату комісаром для виділення платні війську Великого князівства Литовського. На сеймі 1662 року знову визначений Сенатом для цієї ж функції.
Був ініціатором реконструкції віленської катедри після руйнувань під час польсько-московської війни. В 1661 році був делегатом Сенату на Скарбовий Трибунал Великого князівства Литовського. У Верках в 1663 заклав Віленську Кальварію, як обітницю звільнення батьківщини.
Був королівським секретарем, литовським скарбником, каноніком віленським, настоятелем каплиці святого Казимира у віленській кафедрі, регентом меншої канцелярії Великого князівства Литовського (1650–1655), куратором Вільнюса (з 1652), сенатором Речі Посполитої.
Похований в Віленському катедральному соборі.